# Tall Ali
Tall Ali (arab. تل علي) – wieś w Syrii, w muhafazie Aleppo, w dystrykcie Dżarabulus. W 2004 roku liczyła 367 mieszkańców.